# آزمایش پوند–ربکا
آزمایش پوند-ربکا (به انگلیسی: Pound–Rebka experiment) یک آزمایش شناخته شده برای آزمودن نظریه نسبیت عام آلبرت اینشتین است. این آزمون توسط رابرت پوند و دانشجوی وی گلن ربکا در سال ۱۹۵۹ انجام شد و آخرین آزمون کلاسیک نسبیت عام بود. این آزمایش یک آزمایش انتقال به سرخ گرانشی است که انتقال به سرخ نوری که در میدان گرانشی حرکت می‌کند را اندازه می‌گیرد.